# Антиохия (фема)

Фемы Византийской империи в 1025 году.

Антиохия (греч. Ἀντιόχεια) — фема во главе с дукой, существовавшая в составе Византийской империи в X—XI веках. Столицей фемы был одноимённый город в Сирии. Территориально фема представляла собой узкую полосу побережья Средиземного моря, с юга ограниченную владениями эмиров Триполи, а с востока эмиратом Алеппо (Халеба).

## История
Антиохия была отвоёвана у арабов на третьем году царствования Никифора Фоки (963—969) патрикием Михаилом Вурцей. Вследствие своего важного стратегического положения, фема стала плацдармом Византии в её военных предприятиях против Триполи и Алеппо. В год смерти императора Василия II (976—1025) дукой Антиохии был Константин Далассин, один из претендентов на руку императрицы Зои, сын ранее занимавшего этот пост Дамиана Далассина.
При Константине VIII (1025—1028) и в начале царствования Романа III (1028—1034) Антиохией управлял Михаил Спондила, при котором фема подверглась враждебным действиям со стороны эмиров Халеба и Триполи, а также халифа Египта. Неудачи антиохийского дуки в борьбе с ними были причиной, того что император Роман III отправил Спондилу в отставку и назначил на его место своего зятя, патриция Константина Карантина. После неудачного сирийского похода в 1030 года Роман Аргир, уходя из Антиохии в Византию, оставил игемоном Антиохии Никиту Мисфийского, который был несколько удачливее своих предшественников. Он управлял Антиохией до своей смерти, последовавшей в первый год царствования Михаила Пафлагона (1034—1041). Одним из практоров, при Никите, был Салива, убитый антиохийцами. На место Никиты был назначен дукой брат императора, Никита, находившийся из-за убийства Саливы в натянутых отношениях с антиохийцами, а после его смерти в 1034 году другой брат, Константин.
При Константине Мономахе (1042—1055) место антиохийского дуки занимал проедр Роман Склир; при Феодоре — магистр Катакалон Кекавмен, замененный, по вступлении на престол Михаила Стратиотика (1056—1057), царским племянником Михаилом Ураном. При Константине X Дуке (1059—1067) в Антиохию был отправлен известный своим мздоимством евнух Никифорица. После смерти Константина Дуки Никифорица, имевший личные счеты с его вдовой Евдокией, попал в тюрьму и на его место назначен магистр Никифор Вотаниат. При нём на фему напали турки и Вотаниат, который не смог успешно им противостоять был отрешен за это от должности. Роман Диоген (1067—1071) назначил дукой Антиохии веста Качатура, армянина по происхождению, который потом был деятельным сторонником этого государя; император Михаил Парапинак (1071—1078) — протопроедра Иосифа Тарханиота, памятного по своему крайне подозрительному поведению во время последнего, трагически окончившегося похода Романа Диогена против турок.
После смерти Тарханиота в 1073 году Парапинак назначил в Антиохию Исаака Комнина (брата будущего императора Алексея I Комнина), который закончил свою карьеру, в качестве дуки тем, что при нашествии на Сирию турок был захвачен ими в плен и выкуплен за 20000 золотых. После этого на посту антиохийского дуки известен Васаг, сын Григория Магистра и брата армянского католикоса Григория. Он пал от руки греков жертвой вражды их к армянам. Группировавшаяся вокруг Васага партия армян обратилась тогда к Филарету Вахраму и пригласила его в Антиохию. Армянин Филарет, приверженец императора Романа Диогена, умевший внушить к себе уважение правительству Парапинака, которое дало ему чин куропалата, ко времени умерщвления Васага (совпадающего в изложении армянского историка Матфея Эдесского со вступлением на престол Никифора Вотаниата в 1078 году) успел сделать немало приобретений за счет турок, равно как и своих сородичей, армянских владетелей. Получив приглашение из Антиохии, он не замедлил последовать ему и, явившись в город, страшно отомстил грекам, враждовавшим с армянами. Филарет стал управлять Антиохией в качестве дуки и счел нужным получить санкцию и утверждение в должности от византийского императора, для чего изъявил покорность Вотаниату и получил даже, если верить показанию Михаила Сирийского, чин севаста. Он был последним антиохийским дукой и занимал этот пост до тех пор, пока Антиохия в отсутствие Филарета, уезжавшего в Эдессу, не была захвачена никейским султаном Сулейманом в 1084 году.

## Византийские правители (дуки) Антиохии
Все правители фемы носили титул дука, поэтому в колонке «Титулы» таблицы указаны прочие титулы. Их перечень устанавливается на основе данных сигиллографии.
| Годы правления    | Имя правителя                  | Титулы                     | Дополнительные сведения                                                                        |
| ----------------- | ------------------------------ | -------------------------- | ---------------------------------------------------------------------------------------------- |
| 969               | Евстафий Малеин                |                            |                                                                                                |
| 970—976           | Михаил Вурца                   | стратиг                    | Военачальник, завоеватель Антиохии                                                             |
| 977               | Кулеиб                         |                            |                                                                                                |
| 977—978           | Убейдалла                      |                            |                                                                                                |
| 985—986           | Лев Мелиссин                   |                            |                                                                                                |
| 986—987           | Варда Фока Младший             |                            | Племянник императора Никифора II Фоки, в 987 году провозгласил себя императором                |
| 987—987           | Лев Фока                       |                            | Сын Варды Фоки Младшего                                                                        |
| 990—991           | Роман Склир                    |                            |                                                                                                |
| 989—995           | Михаил Вурца                   | стратиг                    | повторно                                                                                       |
| 995—998           | Дамиан Далассин                | патрикий                   | Погиб в битве с мусульманами                                                                   |
| 999— ок. 1007     | Никифор Уран                   | магистр                    |                                                                                                |
|                   | Панкратий                      |                            | В правление Василия II                                                                         |
| 1011              | Михаил Коитонит                |                            |                                                                                                |
| 1024—1025         | Константин Далассин            |                            |                                                                                                |
| 1026—1029         | Михаил Спондила                |                            |                                                                                                |
| ок. 1029          | Потос Аргир                    |                            |                                                                                                |
| 1029—1030         | Константин Карантин            |                            |                                                                                                |
| 1030—1032         | Никита Мисфейский              | патрикий, катепан          |                                                                                                |
| 1032—1034         | Феофилакт Далассин             |                            |                                                                                                |
| 1034              | Никита Пафлагонский            | протопроэдр                | Брат императора Михаила IV                                                                     |
| после 1037        | Лев                            | патрикий, анфипат, вестарх |                                                                                                |
| 1037/1038         | Константин Пафлагонский        | нобилиссимус               | Брат императора Михаила IV. Доместик схол Востока.                                             |
| до 1041           | Василий Педиадит               | вестарх                    |                                                                                                |
| 1040-е годы       | Стефан                         | вестарх                    |                                                                                                |
| между 1042 и 1054 | Григорий                       | вестарх                    |                                                                                                |
| 1040-е годы       | Михаил Иазит                   |                            |                                                                                                |
| 1050-е годы       | Михаил Контостефан             |                            |                                                                                                |
| до 1053           | Константин Вурца               |                            |                                                                                                |
| 1054—1055         | Роман Склир                    | магистр                    |                                                                                                |
| до сентября 1056  | Катакалон Кекавмен             | магистр                    |                                                                                                |
| 1056—лето 1057    | Михаил Уран                    |                            |                                                                                                |
| 1057—1058(?)      | Роман Склир                    |                            | повторно                                                                                       |
| 1059(?)           | Адриан Далассин                |                            |                                                                                                |
| до 1062           | Никифор Вотаниат               |                            | Византийский император в 1078—1081 годах                                                       |
| 1062—1063         | Никифорица                     |                            |                                                                                                |
| 1065              | Пехт                           |                            |                                                                                                |
|                   | Иоанн                          | протопроэдр                | В правление Константина X Дуки                                                                 |
| 1068—1069         | Петр Либеллий                  | магистр                    |                                                                                                |
| после 1068(?)     | Константин                     | протокуропалат             |                                                                                                |
| между 1069 и 1072 | Хачатур                        |                            | Военачальник императора Романа IV                                                              |
| 1072—1074         | Иосиф Тарханиот                | протопроэдр                |                                                                                                |
| 1074—1078         | Исаак Комнин                   | севастократор              | (1047—1104/7) Брат императора Алексея I Комнина                                                |
| ок. 1078          | Михаил Маврекс                 |                            |                                                                                                |
| 1078              | Васак ПахлавуниВасак Пахлавуни |                            | Сын Григора Магистра. Убит в результате заговора горожан.                                      |
| 1078/79—1084      | Филарет Варажнуни              | севаст                     | Военачальник императора Романа IV. Фактически независимый правитель собственного государства.  |
| 1108—1108         | Боэмунд Тарентский             | князь                      | Получил титул дуки Антиохии по Девольскому договору, но после его подписания вернулся в Италию |